# Wolfgang Müller (digter)
 For alternative betydninger, se Wolfgang Müller. (Se også artikler, som begynder med Wolfgang Müller)
Wolfgang Müller, kaldet Müller von Königswinter (født 5. marts 1816 i Königswinter ved Rhinen, død 29. juni 1873 i Bad Neuenahr) var en tysk digter.
Han studerede lægevidenskab i Bonn og Berlin, besøgte Paris og nedsatte sig derefter som læge i Düsseldorf. I 1848 blev han valgt til medlem af Nationalforsamlingen i Frankfurt a. M., og tog 1853 bolig
i Köln, men opgav nu at praktisere for at leve af sin pen. Han udviklede sig til en frisk og formfuld rhinsk lyriker, der hentede sine emner fra Rhinens natur og sagn. Nævnes må især Rheinfahrt (1848), Gedichte, Balladen und Romanzen samt Oden der Gegenwart. Hans anonyme satire Heinrich Heine’s Höllenfahrt blev udgivet på ny langt efter hans død. Også som novellist og dramatiker har Müller forsøgt sig, og han har leveret interessante kritiske bidrag og erindringer til den rhinske forfatter- og digterskoles historie. Et udvalg af hans digte, Dichtungen eines rheinischen Poeten, udkom i 6 bind (1871—76). Hans Dramatische Werke udkom ligeledes i 6 bind (1872).